# 蔡再鴻
蔡再鴻（さい さいこう）はマレーシアの漫画家。
1996年にマレーシア芸術学院卒業後、翌年よりアニメーション制作会社での作画に携わる傍ら『ファンキー・ファミリー』でデビュー、2000年に平方集団の契約漫画家となった。2004年には同社雑誌編集に就任し、『漫画王』や『小班長』などの中国語出版物の編集を務めている。

## 作品
- 『デコボコスパイ・ジンゴ』（2001年マレーシア最優秀漫画連載賞、2004年金竜賞最優秀ユーモア漫画賞）
- 『BALISTIX』
- 『POP!BANG!BOOM!』